# Henryk Zieliński

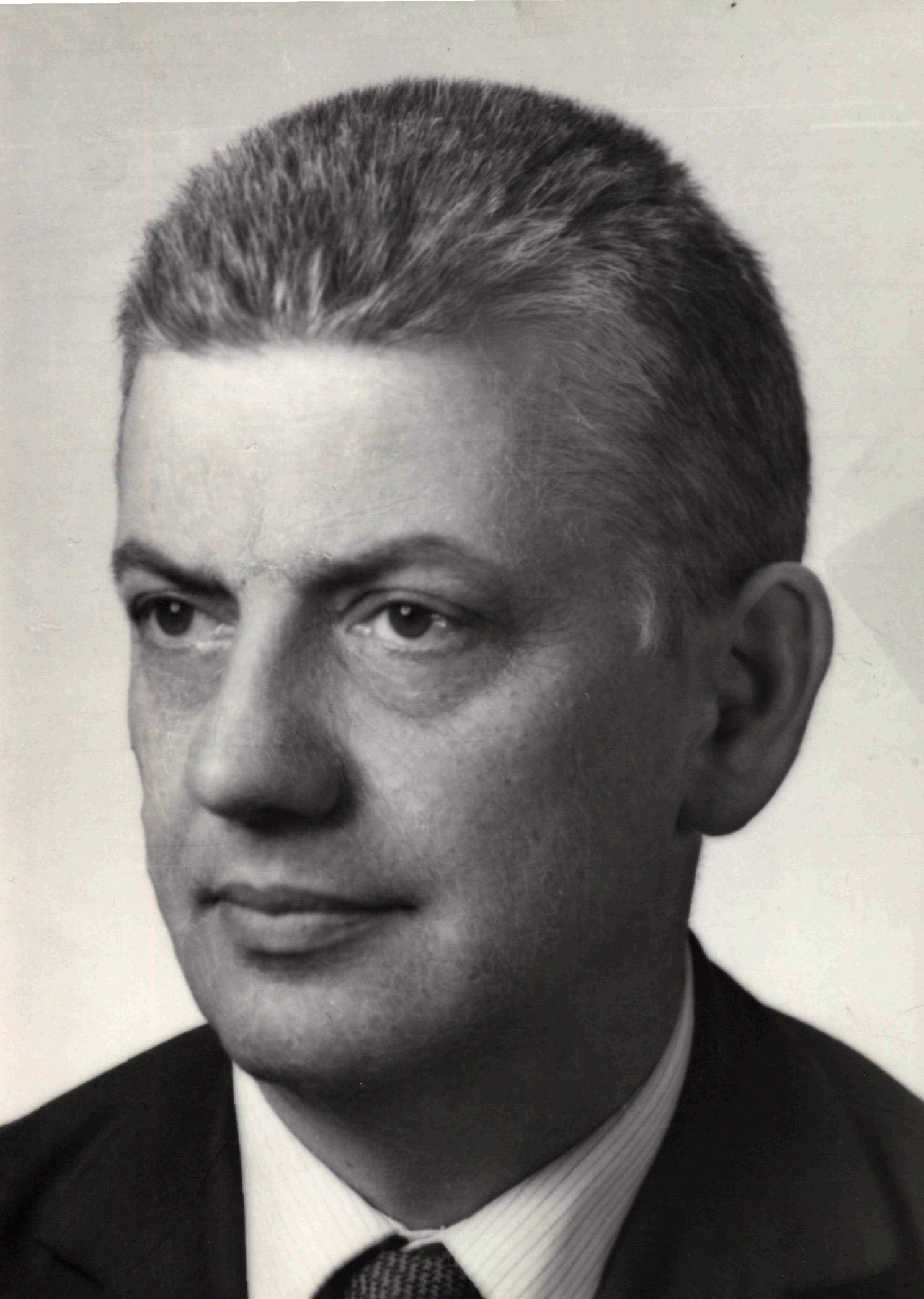
Henryk Zieliński, 1970

Henryk Zieliński (* 22. September 1920 in Szembruczek bei Grudziądz (Powiat Grudziądzki); † 6. März 1981 in Breslau) war ein polnischer Historiker. Seine Fachgebiete umfassten die neueste Geschichte Polens, Schlesiens, deutsch-polnische Beziehungen sowie politische Ideengeschichte. Er war seit 1962 Professor an der Universität Breslau, 1970–1972 auch an der Schlesischen Universität in Katowice. Er war Mitglied der deutsch-polnischen Schulbuchkommission. Zu seinen Schülern gehören Marian Orzechowski, Adolf Juzwenko und Włodzimierz Suleja.

## Schriften (Auswahl)
- Die Zahl der Polen in Deutschland in den Jahren 1918–1939 auf Grund der deutschen Volkstumsstatistik, Stuttgart: Dt. Büro für Friedensfragen 1949
- Polacy i polskość Ziemi Złotowskiej. W latach 1918–1939, Poznań: Instytut Zachodni 1949 (= Prace Instytutu Zachodniego 12)
- (Hrsg. mit Wacław Długoborski): Ze wspólnych walk demokratów polskich i niemieckich. Materiały i dokumenty [Über die gemeinsamen Kämpfe polnischer und deutscher Demokraten. Materialien und Dokumente]. Warszawa: PWN, 1957
- Położenie i walka górnośląskiego proletariatu w latach 1918–1922 [Situation und Kampf des oberschlesischen Proletariats 1918–1922], Warszawa: PWN, 1957
- (Hrsg.) Źródła do dziejów powstań sląskich [Quellen zur Geschichte der schlesischen Aufstände], Zakład Narodowy im. Ossolińskich 1963
- Historia Polski 1864-1939 [Geschichte Polens 1864–1939],  Warszawa: PWN 1968,
- Historia Polski 1914-1939 [Geschichte Polens 1914–1939], Wrocław:  Zakład Narodowy im. Ossolińskich 1983, ISBN 9788304007123.